# Juravenator
Juravenator é um gênero de dinossauro terópode compsognatídeo que viveu no que hoje é a cordilheira do Jura, Alemanha, há cerca de 151 ou 152 milhões de anos. É conhecido por um único espécime jovem com pequenos remendos de pele.

## Descrição

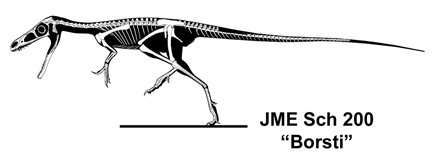
Reconstrução esquelética do holótipo

O holótipo de Juravenator é um indivíduo juvenil quase completo. Seu crânio é subretangular, com focinho muito profundo e que apresenta reentrâncias. Por ser conhecido apenas por um espécime juvenil, seu tamanho adulto permanece desconhecido. Entretanto, o holótipo foi estimado em aproximadamente 75 centímetros de comprimento.

### Penas e escamas

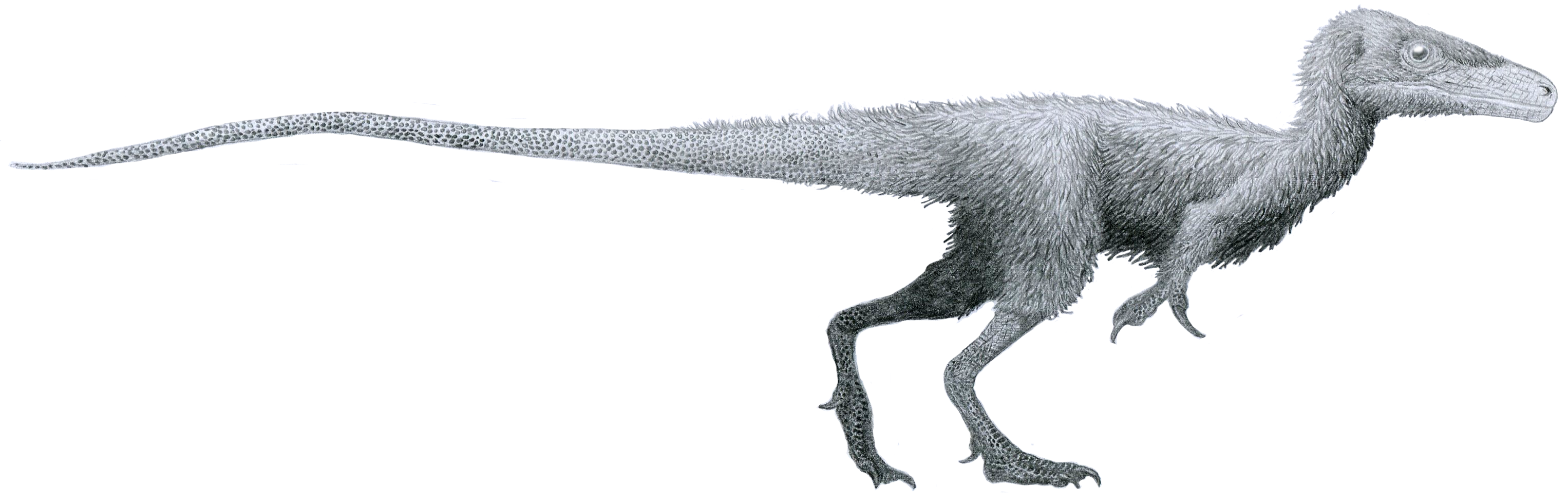
Paleoarte de Juravenator

A boa preservação do espécime-tipo pôde manter impressões de escamas da cauda e perna, mas o que cobriu o resto do corpo é incerto. Além disso, o Juravenator também apresenta estruturas tegumentares semelhante a filamentos, estes que apresentam estruturas semelhantes e consistentes com penas primitivas, assim como Sinosauropteryx e Dilong. Portanto, Juravenator possuía tanto penas quanto escamas.
As escamas encontradas em Juravenator são escamas sensoriais análogas às escamas de crocodilianos. Elas foram interpretadas como sendo órgãos do sentido tegumentar, assim como as dos atuais crocodilianos. Portanto, Juravenator foi um oportunista semi-aquático, usando seus órgãos sensoriais tegumentares para detectar informações aos seus arredores.

## Paleobiologia

### Alimentação
Por ter dentes grandes, em 2010 Gregory S. Paul argumentou que isso teria permitido ao Juravenator a capacidade de caçar animais relativamente volumosos. Uma dobra na mandíbula superior também indica que Juravenator predava peixes.

### Visão

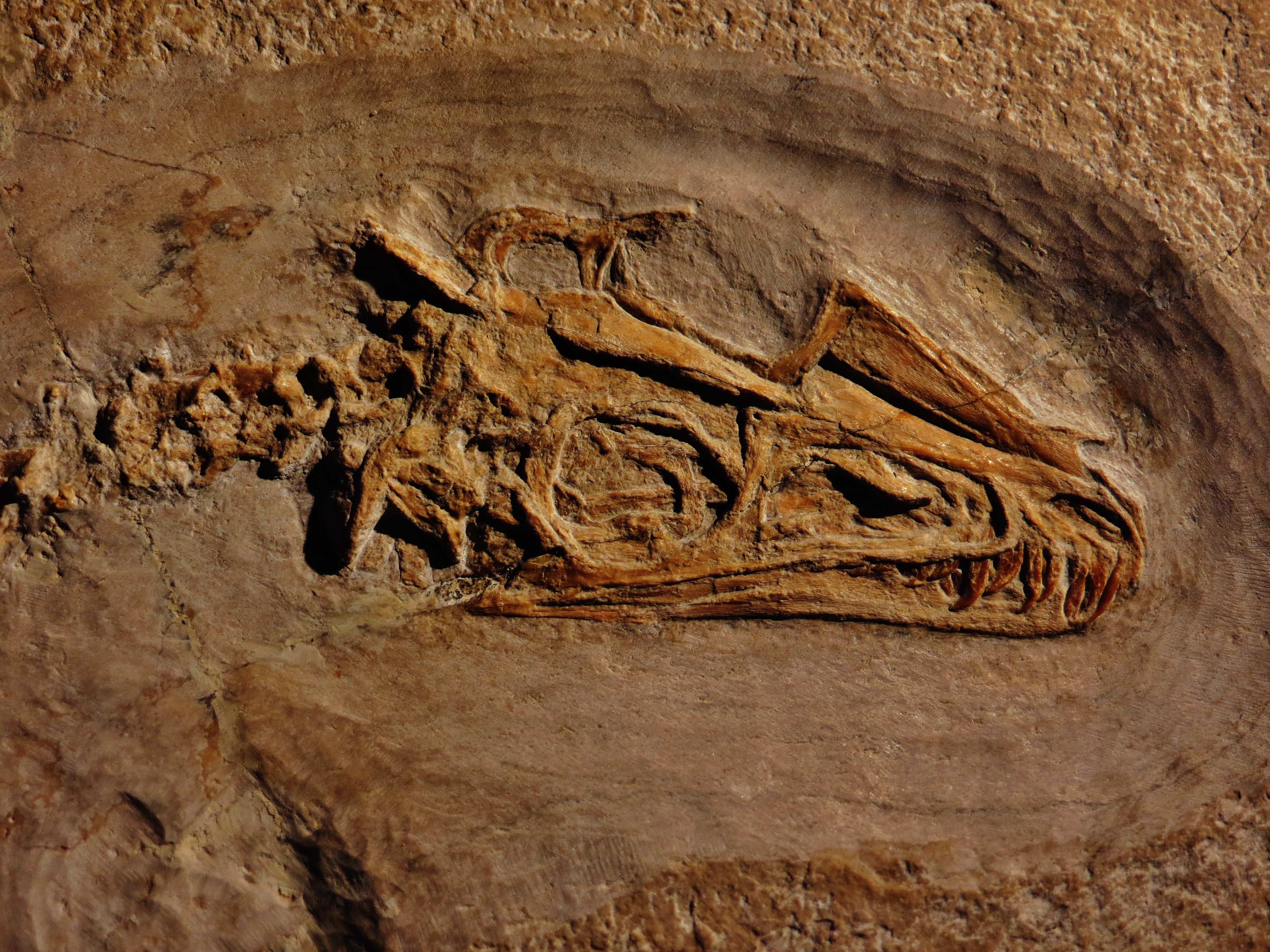
Crânio de Juravenator

Comparando os anéis escleróticos de Juravenator aos de aves e répteis viventes, em 2011 foi argumentado que ele era um animal noturno. Entretanto, isso pode ser devido à idade do único espécime conhecido, que é um juvenil.

## Paleoecologia
O Juravenator viveu em depósitos lagunares perto de ilhas áridas recobertas por arbustos.